# Broadway Melody of 1938
Broadway Melody of 1938 – amerykański musical z 1937 roku wyprodukowany w studiu Metro-Goldwyn-Mayer.

## Obsada
- Robert Taylor jako Steve Raleigh
- Eleanor Powell jako Sally Lee
- Judy Garland jako Betty Clayton
- Buddy Ebsen jako Peter Trot
- Sophie Tucker jako Alice Clayton
- George Murphy jako Sonny Ledford
- Binnie Barnes jako Caroline Whipple
- Raymond Walburn jako Herman J. Whipple
- Robert Benchley jako Duffy
- Willie Howard jako kelner
- Charley Grapewin jako James K. Blakeley
- Billy Gilbert jako George Papaloopas